# Plocama
Plocama Aiton, 1789 è un genere di piante della famiglia delle Rubiacee. È l'unico genere della tribù Putorieae Sweet, 1839.

## Descrizione
Il genere comprende specie erbacee ed arbustive, caratterizzate da un odore sgradevole quando schiacciate.
Le foglie, opposte, sono fornite di stipole.
I fiori, in genere ermafroditi, hanno 4-5 petali, e possono essere solitari o raggruppati in infiorescenze cimose.
Il frutto è una drupa.

## Distribuzione e habitat
Il genere ha un ampio areale che si estende dalle isole Canarie, attraverso il bacino del Mediterraneo, l'Africa e il Medio Oriente, sino all'India. La maggior parte delle specie si trova nell'Asia sud-occidentale; una specie (Plocama pendula) è endemica delle Canarie, una specie (P. crocyllis) è diffusa in Africa australe, due nel corno d'Africa e nel sud della penisola arabica (P. tinctoria, P. yemenensis); una specie con ampio areale mediterraneo (Plocama calabrica), è presente anche in Italia meridionale e in Sicilia.

## Tassonomia
Il genere comprende attualmente oltre una trentina di specie, molte delle quali erano in passato attribuite ai generi Aitchisonia, Crocyllis, Gaillonia e Putoria.
Nella classificazione delle Rubiaceae proposta da Augustin Pyrame de Candolle nel 1830 tali generi venivano classificati nella tribù Spermacoceae all'interno della sottotribù Putoriinae. Il primo a proporre questo raggruppamento come tribù a sé stante (Putorieae) fu Robert Sweet nel 1839, ma tale proposta non fu tenuta in considerazione nei decenni successivi.
Il genere Gaillonia è stato a lungo ritenuto un complesso all'interno del quale alcuni autori hanno proposto la differenziazione di numerosi altri generi quali Choulettia, Crocyllis, Jaubertia, Pseudogaillonia e Pterogaillonia. In epoca recente diversi autori hanno sollevato dubbi su tale suddivisione, evidenziando inoltre notevoli similarità tra Gaillonia, Crocyllis, Plocama e Putoria.. Recentemente Backlund (2007) ha proposto la riunificazione di tutti questi generi all'interno del genere Plocama, classificandolo come unico genere all'interno della tribù Putorieae.
Il genere comprende pertanto le seguenti specie:
- Plocama afghanica (Ehrend.) M.Backlund & Thulin
- Plocama alshehbazii F.O.Khass., Khamraeva, Khuzhan. & Achilova
- Plocama asperuliformis (Lincz.) M.Backlund & Thulin
- Plocama aucheri (Guill.) M.Backlund & Thulin
- Plocama botschantzevii (Lincz.) M.Backlund & Thulin
- Plocama brevifolia (Coss. & Durieu ex Pomel) M.Backlund & Thulin
- Plocama bruguieri (A.Rich. ex DC.) M.Backlund & Thulin
- Plocama bucharica (B.Fedtsch. & Des.-Shost.) M.Backlund & Thulin
- Plocama calabrica (L.f.) M.Backlund & Thulin
- Plocama calcicola (Puff) M.Backlund & Thulin
- Plocama calycoptera (Decne.) M.Backlund & Thulin
- Plocama crocyllis (Sond.) M.Backlund & Thulin
- Plocama crucianelloides (Jaub. & Spach) M.Backlund & Thulin
- Plocama dezfulensis (Naanaie & Assadi) Bordbar & Mirtadz.
- Plocama dubia (Aitch. & Hemsl.) M.Backlund & Thulin
- Plocama ehrendorferi Mirtadz. & Bordbar
- Plocama eriantha (Jaub. & Spach) M.Backlund & Thulin
- Plocama hymenostephana (Jaub. & Spach) M.Backlund & Thulin
- Plocama iljinii (Lincz.) M.Backlund & Thulin
- Plocama inopinata (Lincz.) M.Backlund & Thulin
- Plocama jolana (Thulin) M.Backlund & Thulin
- Plocama kandaharensis (Ehrend. & Qarar ex Ehrend. & Schönb.-Tem.) M.Backlund & Thulin
- Plocama macrantha (Blatt. & Hallb.) M.Backlund & Thulin
- Plocama mestscherjakovii (Lincz.) M.Backlund & Thulin
- Plocama olivieri (A.Rich. ex DC.) M.Backlund & Thulin
- Plocama pendula Aiton
- Plocama puberula (Balf.f.) M.Backlund & Thulin
- Plocama putorioides (Radcl.-Sm.) M.Backlund & Thulin
- Plocama reboudiana (Coss. & Durieu) M.Backlund & Thulin
- Plocama somaliensis (Puff) M.Backlund & Thulin
- Plocama szowitzii (DC.) M.Backlund & Thulin
- Plocama thymoides (Balf.f.) M.Backlund & Thulin
- Plocama tinctoria (Balf.f.) M.Backlund & Thulin
- Plocama trichophylla (Popov) M.Backlund & Thulin
- Plocama vassilczenkoi (Lincz.) M.Backlund & Thulin
- Plocama yemenensis (Thulin) M.Backlund & Thulin